# Sośnicowice (gmina)
Sośnicowice (niem. Kieferstädtel) – gmina miejsko-wiejska w Polsce położona w województwie śląskim, w powiecie gliwickim. W latach 1975–1998 gmina administracyjnie należała do województwa katowickiego.
Siedziba gminy to Sośnicowice.
Według danych z 31 grudnia 2017 roku gminę zamieszkiwało 8821 osób.

## Historia
Gmina zbiorowa Sośnicowice powstała po II wojnie światowej (w grudniu 1945) w powiecie gliwickim na terenie tzw. Ziem Odzyskanych (tzw. I okręg administracyjny – Śląsk Opolski), powierzonym 18 marca 1945 administracji wojewody śląskiego, a z dniem 28 czerwca 1946 przyłączonym do woj. śląskiego (śląsko-dąbrowskiego).
Według stanu z 1 stycznia 1946 gmina składała się z 6 gromad: Łany Wielkie, Smolnica, Sierakowice, Sośnicowice, Trachy i Tworóg Mały. 6 lipca 1950 zmieniono nazwę woj. śląskiego na katowickie, a 9 marca 1953 kolejno na stalinogrodzkie. Według stanu z 1 lipca 1952 gmina składała się z 7 gromad: Łany Wielkie, Rachowice, Sierakowice, Smolnica, Sośnicowice, Trachy i Tworóg Mały. Gmina została zniesiona 29 września 1954 wraz z reformą wprowadzającą gromady w miejsce gmin.
Jednostkę reaktywowano 1 stycznia 1973 w tymże powiecie i województwie. W jej skład weszły obszary 10 sołectw: Bargłówka, Kozłów, Łany Wielkie, Ostropa, Rachowice, Sierakowice, Sośnicowice, Smolnica, Trachy i Tworóg Mały oraz obszar zlikwidowanego osiedla Wilcze Gardło.
27 maja 1975 sołectwa Ostropa i Wilcze Gardło włączono do Gliwic.
1 czerwca 1975 gmina weszła w skład nowo utworzonego (mniejszego) woj. katowickiego (zniesienie powiatów). Od 1999 w woj. śląskim, ponownie w powiecie gliwickim.

## Położenie
Gmina jest położona w południowo-zachodniej części powiatu gliwickiego i sąsiaduje z miastem:
- Gliwice

oraz gminami:
- Pilchowice, Rudziniec (powiat gliwicki)
- Bierawa (powiat kędzierzyńsko-kozielski)
- Kuźnia Raciborska (powiat raciborski)

## Miejscowości
Miejscowości leżące na terenie gminy Sośnicowice:
Miasta:
- Sośnicowice (siedziba gminy)

Sołectwa:
- Bargłówka
- Kozłów
- Łany Wielkie
- Rachowice
- Sierakowice
- Smolnica
- Trachy
- Tworóg Mały

Pozostałe miejscowości:
- Gajówka
- Kuźniczka
- Nowa Wieś
- Podlesie
- Sierakowiczki
- Wesoła
- Zamoście

1 stycznia 1952 z gminy Rudziniec wyłączono gromadę Rachowice i włączono ją do gminy Sośnicowice.

## Powierzchnia
Według danych z roku 2002 gmina Sośnicowice ma obszar 116,24 km², w tym:
- użytki rolne: 35%
- użytki leśne: 59%

Gmina stanowi 17,52% powierzchni powiatu.

## Demografia

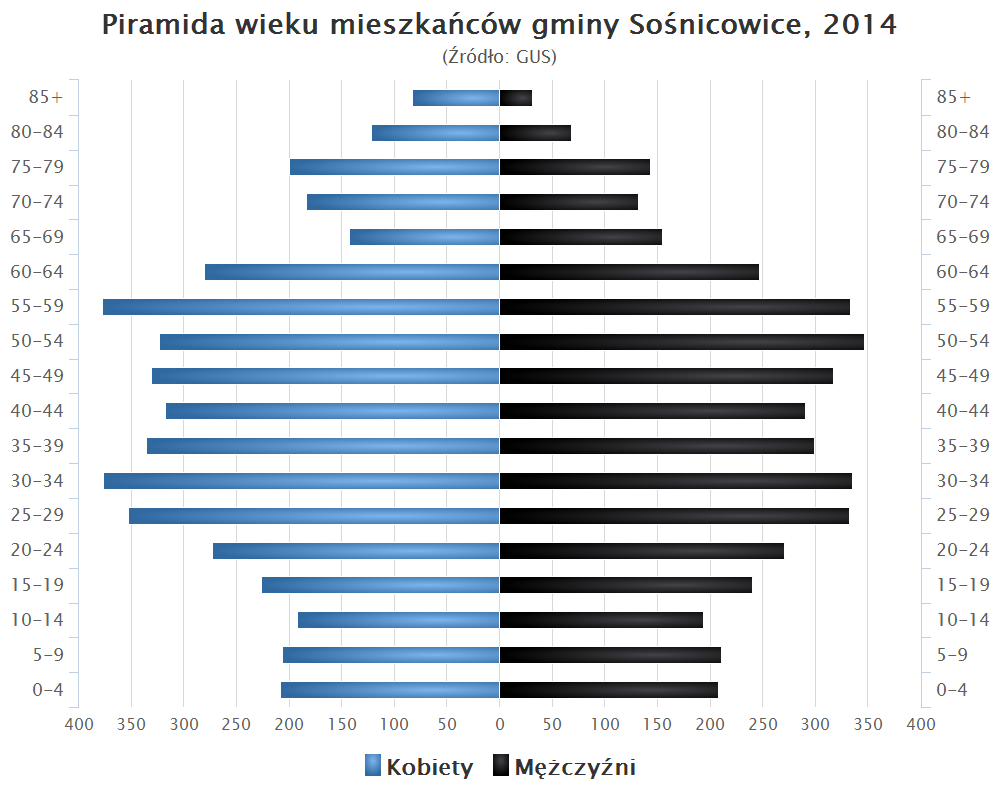
Piramida wieku mieszkańców gminy Sośnicowice w 2014 roku

Dane z 2015 roku:
| Opis                              | Ogółem | Ogółem | Kobiety | Kobiety | Mężczyźni | Mężczyźni |
| --------------------------------- | ------ | ------ | ------- | ------- | --------- | --------- |
| jednostka                         | osób   | %      | osób    | %       | osób      | %         |
| populacja                         | 8438   | 100    | 4429    | 52,5    | 4009      | 47,5      |
| gęstość zaludnienia (mieszk./km²) | 72,59  | 72,59  | 38,10   | 38,10   | 34,49     | 34,49     |

## Edukacja
Gmina Sośnicowice posiada sieć publicznych placówek oświatowych składającą się z ośmiu przedszkoli oraz czterech szkół podstawowych.
Przedszkola:
- Przedszkole w Bargłówce
- Przedszkole w Kozłowie
- Przedszkole w Łanach Wielkich
- Przedszkole w Rachowicach
- Przedszkole w Sierakowicach
- Przedszkole w Smolnicy
- Przedszkole w Sośnicowicach
- Przedszkole w Trachach

Szkoły podstawowe:
- Szkoła podstawowa w Bargłówce
- Szkoła podstawowa w Kozłowie
- Szkoła podstawowa w Sierakowicach
- Szkoła podstawowa im. Juliusza Rogera w Sośnicowicach

## Ochrona przyrody
W północno-wschodniej części gminy, na granicy z Gliwicami położony jest rezerwat przyrody Las Dąbrowa  i jego otulina. Południowa część gminy znajduje się w granicach Parku Krajobrazowego Cysterskie Kompozycje Krajobrazowe Rud Wielkich i jego otulinie. W gminie Sośnicowice znajdują się dwa pomniki przyrody - okaz buka zwyczajnego oraz grupa 3 dębów szypułkowych.

## Turystyka
Przez gminę przebiegają następujące szlaki turystyczne:
- - Szlak Powstańców Śląskich
- - Szlak Okrężny Wokół Gliwic
- - Szlak Sośnicowicki

## Komunikacja miejska
Komunikację miejską na terenie miasta i gminy organizuje KZK GOP i ZGKiM w Sośnicowicach.

### Autobusy
- Linia komunikacji miejskiej numer 624[24] i 924[25] obsługiwane przez KZK GOP (połączenie z Gliwicami).
- Linia komunikacji miejskiej numer 1 i 2 obsługiwane przez ZGKiM w Sośnicowicach (połączenie z miejscowościami gminy).

## Transport

### Drogowy
Przez gminę Sośnicowice przechodzą drogi wojewódzkie.
Drogi wojewódzkie:
- 408
- 919